# Pleuraphodius singularis
Pleuraphodius singularis är en skalbaggsart som beskrevs av Rudolph Petrovitz 1969. Pleuraphodius singularis ingår i släktet Pleuraphodius och familjen Aphodiidae. Inga underarter finns listade i Catalogue of Life.